# WWE Bragging Rights
Bragging Rights – zakończony cykl gal profesjonalnego wrestlingu produkowanych w październiku w latach 2009-2010 przez World Wrestling Entertainment i nadawanych na żywo w systemie pay-per-view. Cykl został wprowadzony w 2009 i zastąpił Cyber Sunday w październikowym slocie w kalendarzu gal federacji.
Głównym konceptem cyklu były mecze pomiędzy wrestlerami z brandów Raw i SmackDown. Wśród tych walk był 14-osobowy tag team match pomiędzy zawodnikami dwóch brandów. W 2009 członkowie brandu, z którego wygrali najwięcej walk, otrzymywali jako nagrodę puchar. Rok później zwycięski brand wyłaniało w jedynej walce pomiędzy rosterami – 14-osobowym tag team matchu, gdyż zrezygnowano z innych rywalizacyjnych walk. Brand SmackDown zdobył puchar dwukrotnie.
W 2011 cykl został zastąpiony przez powracające WWE Vengeance. W 2012 WWE zdecydowało na posiadanie tylko jednej gali PPV w październiku i zaczęto organizować tylko WWE Hell in a Cell.

## Lista gal
| Gala                                        | Lokalizacja             | Arena         | Walka wieczoru                                                                            | Drużyny |
| ------------------------------------------- | ----------------------- | ------------- | ----------------------------------------------------------------------------------------- | --- |
| Bragging Rights (2009) 25 października 2009 | Pittsburgh, Pensylwania | Mellon Arena  | Randy Orton (c) vs. John Cena 60-minutowy Anything Goes Iron Man match o WWE Championship | Drużyna Raw: D-Generation X (Triple H i Shawn Michaels) (kapitanowie), Big Show, Cody Rhodes, Jack Swagger, Kofi Kingston i Mark Henry |
| Bragging Rights (2009) 25 października 2009 | Pittsburgh, Pensylwania | Mellon Arena  | Randy Orton (c) vs. John Cena 60-minutowy Anything Goes Iron Man match o WWE Championship | Drużyna SmackDown: Kane i Chris Jericho (kapitanowie), R-Truth, Matt Hardy, Finlay i The Hart Dynasty (Tyson Kidd i David Hart Smith   |
| Bragging Rights (2010) 24 października 2010 | Minneapolis, Minnesota  | Target Center | Randy Orton (c) vs. Wade Barrett Singles match o WWE Championship                         | Drużyna Raw: The Miz (kapitan), Ezekiel Jackson, Sheamus, John Morrison, CM Punk, Santino Marella i R-Truth                            |
| Bragging Rights (2010) 24 października 2010 | Minneapolis, Minnesota  | Target Center | Randy Orton (c) vs. Wade Barrett Singles match o WWE Championship                         | Drużyna SmackDown: The Big Show (kapitan), Jack Swagger, Kofi Kingston, Tyler Reks, Alberto Del Rio, Rey Mysterio i Edge               |

## Wyniki gal

### 2009
Bragging Rights (2009) – gala wrestlingu wyprodukowana przez federację World Wrestling Entertainment (WWE). Odbyła się 25 października 2009 w Mellon Arena w Pittsburgh w Pensylwanii. Emisja była przeprowadzana na żywo w systemie pay-per-view. Była to pierwsza gala w chronologii cyklu Bragging Rights.
Podczas gali odbyło się osiem walk, w tym jedna będąca częścią niedzielnej tygodniówki Sunday Night Heat.
| Nr                                                                                    | Wyniki | Stypulacje                                                                                           | Czas    |
| ------------------------------------------------------------------------------------- | --- | --- | ------- |
| 1D                                                                                    | Christian (c) pokonał Paula Burchilla | Singles match o ECW Championship                                                                     | –       |
| 2                                                                                     | The Miz (Raw) pokonał Johna Morrisona (SmackDown) | Singles match                                                                                        | 10:54   |
| 3                                                                                     | Michelle McCool, Beth Phoenix i Natalya (SmackDown) pokonały Melinę, Kelly Kelly i Gail Kim (Raw) | Six-Diva tag team match                                                                              | 06:54   |
| 4                                                                                     | The Undertaker (c) pokonał CM Punka, Reya Mysterio i Batistę | Fatal 4-Way match o World Heavyweight Championship                                                   | 09:55   |
| 5                                                                                     | Team SmackDown (Chris Jericho, Kane, R-Truth, Matt Hardy, Finlay, Tyson Kidd i David Hart Smith) pokonali Team Raw (Triple H'a, Shawna Michaelsa, Big Showa, Cody’ego Rhodesa, Jacka Swaggera, Kofi'ego Kingstona i Marka Henry'ego) | 14-osobowy tag team match o Bragging Rights Trophy                                                   | 15:34   |
| 6                                                                                     | John Cena pokonał Randy'ego Ortona (c) z wynikiem 6–5 | 60-minutowy Iron Man match o WWE Championship Jeśli Cena przegra, będzie musiał odejść z brandu Raw. | 1:00:00 |
| (c) – mistrz/mistrzyni przed walkąD – walka była dark matchem (nietransmitowana w TV) | | |         |

Iron Man match
| Wynik | Zdobywca punktu         | Metoda                                                                         | Czas  |
| ----- | ----------------------- | ------------------------------------------------------------------------------ | ----- |
| 1–0   | John Cena               | Orton odklepał po dźwigni STF                                                  | 3:55  |
| 1–1   | Randy Orton             | Cena został przypięty po otrzymaniu RKO                                        | 9:00  |
| 2–2   | John Cena i Randy Orton | Podwójne przypięcie                                                            | 17:00 |
| 3–2   | John Cena               | Orton został przypięty po otrzymaniu Attitude Adjustment z górnej liny         | 19:40 |
| 3–3   | Randy Orton             | Cena został przypięty po otrzymaniu Dream Street od Teda DiBiasego             | 20:55 |
| 3–4   | Randy Orton             | Cena został przypięty po byciu rzuconym o siatkę oświetleniową                 | 25:35 |
| 4–4   | John Cena               | Cena przypiął Ortona za pomocą small package                                   | 33:00 |
| 4–5   | Randy Orton             | Cena został przypięty po otrzymaniu Elevated DDT z krawędzi ringu o podłogę    | 35:20 |
| 5–5   | John Cena               | Orton został przypięty po otrzymaniu Attitude Adjustment na stół komentatorski | 51:00 |
| 6–5   | John Cena               | Orton odklepał po założeniu na nim dźwigni STF                                 | 59:54 |

### 2010
Bragging Rights (2010) – gala wrestlingu wyprodukowana przez federację World Wrestling Entertainment (WWE). Odbyła się 24 października 2010 w Target Center w Minneapolis w stanie Minnesota. Emisja była przeprowadzana na żywo w systemie pay-per-view. Była to druga i ostatnia gala w chronologii cyklu Bragging Rights.
Podczas gali odbyło się osiem walk, w tym jedna będąca częścią niedzielnej tygodniówki Sunday Night Heat.
| Nr                                                                                    | Wyniki | Stypulacje                                                                      | Czas  |
| ------------------------------------------------------------------------------------- | --- | ------------------------------------------------------------------------------- | ----- |
| 1D                                                                                    | Montel Vontavious Porter pokonał Chavo Guerrero | Singles match                                                                   | –     |
| 2                                                                                     | Daniel Bryan pokonał Dolpha Zigglera (z Vickie Guerrero) poprzez submission | Singles match                                                                   | 16:14 |
| 3                                                                                     | The Nexus (David Otunga i John Cena) pokonali Cody'ego Rhodesa i Drewa McIntyre'a (c) poprzez submission | Tag team match o WWE Tag Team Championship                                      | 06:29 |
| 4                                                                                     | Ted DiBiase (z Maryse) pokonał Goldusta (z Aksaną) | Singles match                                                                   | 07:29 |
| 5                                                                                     | Layla (c) (z Michelle McCool) pokonała Natalyę | Singles match o WWE Divas Championship                                          | 05:23 |
| 6                                                                                     | Kane (c) (z Paulem Bearerem) pokonał The Undertakera | Buried Alive match o World Heavyweight Championship                             | 16:59 |
| 7                                                                                     | Team SmackDown (Big Show, Rey Mysterio, Jack Swagger, Alberto Del Rio, Edge, Tyler Reks i Kofi Kingston) (z Hornswogglem) pokonał Team Raw (The Miza, R-Trutha, John Morrison, Santino Marellę, Sheamusa, CM Punka i Ezekiela Jacksona) (z Alexem Rileyem) | 14-osobowy elimination tag team match                                           | 27:40 |
| 8                                                                                     | Wade Barrett (z Johnem Ceną) pokonał Randy'ego Ortona (c) przez dyskwalifikację | Singles match o WWE Championship Jeśli Barret przegra, Cena zostanie zwolniony. | 14:34 |
| (c) – mistrz/mistrzyni przed walkąD – walka była dark matchem (nietransmitowana w TV) | |                                                                                 |       |

14-man elimination tag team match
| Nr. eliminacji | Wrestler                             | Drużyna                              | Wyeliminowany przez                  | Metoda                               | Czas                                 |
| -------------- | ------------------------------------ | ------------------------------------ | ------------------------------------ | ------------------------------------ | ------------------------------------ |
| 1              | Santino Marella                      | Raw                                  | Tylera Reksa                         | Burning Hammer                       | 02:38                                |
| 2              | Kofi Kingston                        | SmackDown                            | Sheamusa                             | High Cross                           | 06:52                                |
| 3              | Jack Swagger                         | SmackDown                            | Johna Morrisona                      | Starship Pain                        | 13:07                                |
| 4              | Tyler Reks                           | SmackDown                            | Sheamusa                             | Brogue Kick                          | 14:32                                |
| 5              | Big Show                             | SmackDown                            | –                                    | Odliczony poza-ringowo               | 15:29                                |
| 6              | Sheamus                              | Raw                                  | –                                    | Odliczony poza-ringowo               | 15:29                                |
| 7              | R-Truth                              | Raw                                  | Edge'a                               | Spear                                | 16:42                                |
| 8              | John Morrison                        | Raw                                  | Edge'a                               | Spear                                | 17:09                                |
| 9              | Alberto Del Rio                      | SmackDown                            | CM Punka                             | Back Slide                           | 18:05                                |
| 10             | CM Punk                              | Raw                                  | Reya Mysterio                        | 619                                  | 24:07                                |
| 11             | Ezekiel Jackson                      | Raw                                  | Reya Mysterio                        | 619                                  | 26:16                                |
| 12             | The Miz                              | Raw                                  | Edge'a                               | Spear                                | 27:40                                |
| Zwycięzcy:     | Team SmackDown (Edge i Rey Mysterio) | Team SmackDown (Edge i Rey Mysterio) | Team SmackDown (Edge i Rey Mysterio) | Team SmackDown (Edge i Rey Mysterio) | Team SmackDown (Edge i Rey Mysterio) |